# Quốc huy Bỉ

Quốc huy Bỉ mang hình một con sư tử, được gọi là Sư tử Bỉ, hoặc Leo Belgicus. Theo điều 193 Hiến pháp Bỉ: Quốc gia Bỉ lấy màu đỏ, vàng và đen làm màu chính thức và quốc huy sư tử Bỉ với phương châm ĐOÀN KẾT TẠO NÊN SỨC MẠNH.